# 桐朋学園芸術短期大学

## 概観

### 大学全体
桐朋学園芸術短期大学は、東京都調布市内にある日本の私立短期大学。学校法人桐朋学園により1964年に設置された桐朋学園大学短期大学部に始まる。かつては2学科4専攻を擁していたが、現在は芸術系学科の1学科2専攻のみを設置している。
1955年に調布市北野町に開学した桐朋学園短期大学については桐朋学園大学のページを参照。

### 建学の精神（校訓・理念・学是）
- 桐朋学園芸術短期大学の学是は「一人一人の人格を尊重し、自主性を養い個性を伸張する」となっている。

### 教育および研究
- 桐朋学園芸術短期大学の芸術科には、日本の短大でも数少ない演劇や舞台芸術に関する専門科目が設けられているところに特色がある。

## 沿革
（沿革節の主要な出典は公式サイト）
- 1940年（昭和15年）：財団法人山水育英会を設置
- 1947年（昭和22年）：財団法人桐朋学園に改編
- 1951年（昭和26年）：私立学校法の施行に従って、財団は学校法人となる
- 1955年（昭和30年）：桐朋学園短期大学音楽科開設
- 1961年（昭和36年）：短期大学音楽科を四年制大学（桐朋学園大学音楽学部）に改組
- 1963年（昭和38年）：桐朋学園短期大学が正式に廃止される[2]
- 1964年（昭和39年）：新たに桐朋学園大学短期大学部（とうほうがくえんだいがくたんきだいがくぶ）を設置。設置学科と各学科学生数は、以下の通り
  - 文科：男0 女64[3][4]
  - 音楽科：男0 女17[3][4]
- 1966年（昭和41年）：芸術科（音楽専攻・演劇専攻）を設置。演劇専攻は俳優座養成所（俳優座演劇研究所付属俳優養成所）を前身とし、千田是也、安部公房、田中千禾夫などが創設時の教員[5]
- 1967年（昭和42年）：桐朋学園大学短期大学部（音楽専攻）に初めて男子学生が入学（学生数：男18、女83[3][6]）
- 1968年（昭和43年）：専攻科演劇専攻を設置
- 1988年（昭和63年）：文科を専攻分離する
  - 日本文化専攻
  - 欧米文化専攻
- 1994年（平成6年）：専攻科に地域文化研究および音楽の専攻課程を設置
- 1999年（平成11年）：文科日本文化専攻・欧米文化専攻を、「言語・文学研究」・「思想・芸術研究」・「歴史・社会研究」の3コース制に改組
- 2001年（平成13年）：文科日本文化専攻・欧米文化専攻が正式に廃止される[7]
- 2004年（平成16年）：桐朋学園芸術短期大学に改称。文科の募集停止。芸術科にステージ・クリエイト専攻を設置
- 2005年（平成17年）：9月30日をもって文科を正式に廃止[7]
- 2013年（平成25年）：芸術科、ステージ・クリエイト専攻の学生募集停止
- 2014年（平成26年）：芸術科、専攻科のステージ・クリエイト専攻を廃止

## 基礎データ

### 所在地
- 東京都調布市若葉町1-41-1

### 交通アクセス
- 京王電鉄京王線仙川駅下車。

## 教育および研究

### 組織

#### 学科
- 芸術科
  - 演劇専攻
  - 音楽専攻

#### 専攻科
- 演劇専攻
- 音楽専攻

##### 取得資格について
- 芸術科音楽専攻では、中学校教諭二種免許状（音楽）が取得できる。
- 過去にあった文科では国語（旧：日本文化専攻）と英語（旧：欧米文化専攻）が設置されていた。

### 研究
- 『桐朋学園芸術短期大学紀要』が発行されている。

## 学生生活

### 学園祭
- 桐朋学園芸術短期大学の学園祭は「桐朋祭」と呼ばれ、2008年は9月27日・28日に行われた。

## 大学関係者と組織

### 大学関係者一覧

#### 大学関係者
- 生江義男 - 学長
- 蜷川幸雄 - 学長、本短大名誉教授。演出家
- 菅孝行 - 本短大講師。評論家
- 鴻上尚史 - 本短大教授。劇作・演出家

#### 出身者
1960年代
- 伊東達広 - 俳優
- 山口果林 - 女優
- 志賀廣太郎 - 俳優、本短大非常勤講師
- 山本亘 - 俳優
- 楢山芙二夫 - 小説家

1970年代
- かしわ哲 - NHK『おかあさんといっしょ』5代目「うたのおにいさん」
- 永井愛 - 劇作家・演出家、二兎社主宰
- 中丸新将 - 俳優
- 磯部勉 - 俳優、声優
- 田中秀幸 - 声優、ナレーター
- 土師孝也 - 声優
- 堀内正美 - 俳優
- 香野百合子 - 女優
- 真野響子 - 女優
- 高畑淳子 - 女優
- 島本須美 - 声優
- 中村梅雀 - 俳優
- 中田譲治 - 声優、俳優
- 奈々瀬ひとみ - 歌手（元NHK「おかあさんといっしょ」13代目うたのおねえさん）
- 榊原良子 - 声優、ナレーター
- 黒田福美 - 女優
- 友里千賀子 - 女優
- 白都真理 - 女優 ※ 中退
- 大竹しのぶ - 女優 ※ 中退
- 鈴木さえ子 - ミュージシャン
- 根岸季衣 - 女優・ブルースシンガー=中退
- 黒田百合香 - 1979年ミス・ユニバース日本代表
- 志村要 - 舞台俳優
- 木下浩之 - 俳優、声優
- 増田葉子 - お天気キャスター、タレント、女優

1980年代
- 斉藤洋美 - ラジオパーソナリティ、司会、女優
- てらそままさき - 声優、俳優
- 飯星景子 - ニュースキャスター、作家
- 安永沙都子 - 声優
- 小山力也 - 声優、俳優
- 近田和生 - 俳優、ナレーター、DJ
- 日下由美 - 女優
- かないみか - 声優
- 南果歩 - 女優
- 咲野俊介 - 声優、俳優
- 中川安奈 - 女優
- 内田夕夜 - 俳優
- 前田淳 - 俳優
- 森恵美 - 女優
- 丸山真穂 - 女優
- 佐野圭亮 - 俳優

1990年代
- 川上とも子 - 声優
- 朴璐美 - 声優、女優
- 宮村優子 - 声優
- 伊藤健太郎 - 声優、俳優
- 春風亭鯉づむ - 落語家
- 赤澤ムック - 劇作家、演出家、女優
- 長谷川歩 - 声優
- 春日アン - 声優、女優
- HARUKO - モデル、ファッションデザイナー
- 魏涼子 - 声優、女優

2000年代
- 武隈史子 - 女優、声優
- 斉藤慎二（ジャングルポケット） - お笑い芸人
- 庄子裕衣 - 声優
- 中村理恵 - ピアニスト
- 近藤春菜（ハリセンボン） - お笑い芸人
- 櫂作真帆 - 女優
- 名塚佳織 - 声優
- 宮田愛理 - 女優、お笑い芸人
- 佐波優子 - フリーアナウンサー、祖父たちの戦争体験をお聞きする孫の会代表
- 佐々木喜英 - 俳優、歌手、声優
- 宮本佳那子 - 女優、歌手、声優
- 伊瀬茉莉也 - 声優
- 生田善子 - 声優
- 大和田悠太 - 俳優
- 入江要介 - 尺八奏者、作曲家
- 原史奈 - 女優
- 高畑裕太 - 俳優
- 八木光太郎 - 俳優
- 山下伶 - クロマチックハーモニカ奏者
- 水野貴以 - 女優、声優
- 松村彩永 - 女優、モデル

2010年代
- 松井咲子（元AKB48） - タレント
- 藤本沙紀 - 女優
- かなで（3時のヒロイン） - お笑い芸人
- 麻生泰 - 医師、タレント、YouTuber
- 秋谷翔音 - 俳優

2020年代
- 春名風花 - 女優、声優

不明
- 新南田ゆり -ソプラノ歌手
- 川畑麻衣子 - クラリネット奏者

## 施設

### キャンパス
- 設備としては、短大校舎・小劇場・図書館（およそ44,000冊が所蔵されている）・ポロニアホール・学生食堂などがある。短大正門には、樹木が立ち並んでいる。図書館前には「ほほえみ地蔵」と呼ばれるものがある。

## 対外関係

### 桐朋学園の構成
音楽部
- 桐朋学園大学
- 桐朋学園大学院大学（富山市）
  - 桐朋オーケストラ・アカデミー
- 桐朋女子高等学校（音楽科）※男女共学
- 子供のための音楽教室

男子部
- 桐朋中学校・高等学校
- 桐朋学園小学校 ※男女共学

女子部
- 桐朋学園芸術短期大学 ※男女共学
- 桐朋女子中学校・高等学校（普通科）
- 桐朋小学校 ※男女共学
- 桐朋幼稚園 ※男女共学

## 卒業後の進路

### 編入学・進学実績
- これまでの実績では、桐朋学園大学ほか駿河台大学・聖徳大学・杏林大学・武蔵大学などがある。